# 화정초등학교 화남분교
화정초등학교 화남분교는 경상남도 의령군 화정면 화정로14길 12-4 (화양리)에 있었던 초등학교이다.

## 연혁
- 1949년 6월 1일 화양국민학교 화남분교장 설립인가
- 1949년 11월 3일 화남국민학교로 승격
- 1985년 9월 2일 병설유치원 개원
- 1992년 3월 1일 화정국민학교 화남분교장
- 1999년 2월 19일 제50회 졸업(1045명)
- 1999년 3월 1일 벽화초등학교로 통폐합